# Fieberiella knighti
Fieberiella knighti är en insektsart som beskrevs av Dlabola 1965. Fieberiella knighti ingår i släktet Fieberiella och familjen dvärgstritar. Inga underarter finns listade i Catalogue of Life.